# James Stillman Rockefeller
James Stillman Rockefeller   (Manhattan, 8 de juny de 1902 - Greenwich, 10 d'agost de 2004) va ser un destacat membre de la família Rockefeller dels Estats Units. Va guanyar una medalla olímpica de rem i posteriorment fou president del què acabaria sent Citigroup. Va ser administrador del Museu Americà d'Història Natural i membre de la junta de supervisors del Memorial Sloan Kettering Cancer Center.
Fill de William Goodsell Rockefeller (1870-1922) i Elsie Stillman, va néixer al barri de Manhattan de la ciutat de Nova York. Es va graduar a The Taft School, Watertown, Connecticut el 1920 i a la Universitat Yale el 1924. Aquell mateix any Rockefeller va capitanejar una tripulació de companys de Yale que va guanyar una medalla d'or en la prova del vuit amb timoner del programa de rem en els Jocs Olímpics d'Estiu de París. Rockefeller va aparèixer a la portada de la revista Time el 7 de juliol de 1924.
En tornar dels Jocs Olímpics va passar els sis anys següents al banc Brown Bros. & Co., de Wall Street. El 1930 entrà a treballar al National City Bank de Nova York, del qual en va ser president de 1952 a 1967. Durant la Segona Guerra Mundial va servir a l'Airborn Command.